# Trichosteleum subsimilans
Trichosteleum subsimilans là một loài rêu trong họ Sematophyllaceae. Loài này được Broth. & Geh. mô tả khoa học đầu tiên năm 1898.